# Kevin Norwood
Kevin Norwood (Biloxi, 23 settembre 1989) è un giocatore di football americano statunitense che gioca nel ruolo di wide receiver per i New York Giants della National Football League (NFL). Fu scelto nel corso del quarto giro (123º assoluto) del Draft NFL 2014 dai Seattle Seahawks. Al college ha giocato a football all'Università dell'Alabama.

## Carriera universitaria
Norwood frequentò la University of Alabama dal 2010 al 2013. Terminò con un totale di 81 ricezioni per 1.275 yard e 12 touchdown, vincendo tre campionati NCAA con i Crimson Tide.

## Carriera professionistica

### Seattle Seahawks
Norwood fu scelto nel corso del quarto giro del Draft 2014 dai Seattle Seahawks. Debuttò come professionista subentrando nella settimana 7 contro i St. Louis Rams ricevendo un passaggio da 4 yard. La sua stagione da rookie si concluse con 9 ricezioni per 102 yard in 9 presenze, di cui due come titolare.

### Carolina Panthers
Il 31 agosto 2015, Norwood fu scambiato coi Carolina Panthers per una scelta del Draft 2016 non rivelata.

## Palmarès

### Franchigia
- National Football Conference Championship: 2

Seattle Seahawks: 2014
Carolina Panthers: 2015

## Statistiche
| Partite totali      | 9   |
| Partite da titolare | 2   |
| Ricezioni           | 9   |
| Yard ricevute       | 102 |
| Touchdown           | 0   |

Statistiche aggiornate alla stagione 2014